# NGC 6721
NGC 6721 је елиптична галаксија у сазвежђу Паун која се налази на NGC листи објеката дубоког неба.
Деклинација објекта је - 57° 45' 34" а ректасцензија 19h 0m 50,9s. Привидна величина (магнитуда) објекта NGC 6721 износи 12,1 а фотографска магнитуда 13,1. Налази се на удаљености од 58,325 милиона парсека од Сунца. NGC 6721 је још познат и под ознакама ESO 141-19, PGC 62680.